# Alfa Romeo 156
El Alfa Romeo 156 (progetto 932) es un automóvil de turismo del segmento D producido por el fabricante italiano Alfa Romeo entre los años 1996 y 2007. Diseñado por Walter de'Silva, el 156 fue galardonado como Coche del Año en Europa de 1998 y recibió numerosos premios de diseño. El motor diésel de 1.9 litros fue el primer motor instalado en un automóvil de serie con alimentación por common-rail. Su transmisión Selespeed fue también la primera transmisión manual secuencial montada en un automóvil de serie.
Los coches se ensamblaban en la fábrica del Grupo Fiat en Pomigliano d'Arco, Italia, y en las instalaciones de General Motors en Rayong, Tailandia. La producción en Tailandia comenzó en marzo de 2002 y duró solo un par de años. Los coches producidos allí estaban destinados a los mercados de Asia-Pacífico. Entre 1996 y 2007,se fabricaron 673.435 unidades del 156.
La plataforma fue utilizada en el Fiat Bravo/Brava/Marea . No es específica de Alfa Romeo, ya que se encuentra en el Lancia Lybra. El eje delantero es de doble horquilla. El eje trasero está firmemente guiado a cada lado por un brazo de arrastre y dos travesaños, y el conjunto está suspendido mediante puntales McPherson, una configuración muy similar a la del Lancia Delta I. Estas suspensiones, combinadas con una carrocería muy rígida, convierten al 156 en una berlina deportiva. El 156 podía equiparse opcionalmente con un paquete deportivo con una suspensión más baja, que se distinguía exteriormente por la incorporación de faldones laterales bajo los mismos, conocida como la plataforma C1, es derivado del Fiat Tipo pero modificada por Alfa Romeo.
El 156 estaba disponible en carrocerías sedán, Sportwagon (familiar) y Crosswagon (crossover) con siete configuraciones de motor; pasó por dos renovaciones, primero en 2002 y luego en 2003. La campaña publicitaria del Sportwagon se realizó con la actriz Catherine Zeta-Jones.
El sucesor del Alfa Romeo 155 se puso a la venta a principios de 1997 con carrocería berlina y en mayo de 2000 con carrocería familiar con la denominación Alfa Romeo 156 Sportwagon. Es un cinco plazas con motor delantero transversal y tracción delantera o a las cuatro ruedas Q4, que existe con numerosas cajas de cambios automáticas de cuatro, cinco y seis marchas, además de las manuales de cinco y seis marchas. Sus principales rivales son los Audi A4, BMW Serie 3, Mercedes-Benz Clase C, Saab 9-3 y Volvo S60.
El Alfa Romeo 156 Crosswagon, también con sistema Q4, es una variante del familiar con ciertas capacidades todocamino y un aspecto diferenciado, siendo comercializado como un modelo aparte. El "156 GTA" es la versión deportiva, asociada al un motor gasolina V6 de 3.2 litros. Fue presentada en el Salón del Automóvil de Frankfurt de 2001, en el que la primera unidad fue rematada para recaudar fondos para una organización de beneficencia.
A fines de 2003, el 156 recibió una reestilización exterior, creada por Giorgetto Giugiaro, y en la que los motores diésel pasaron a tener cuatro válvulas por cilindro.
En 2005, el 159 se convirtió en el sustituto del 156.

## Estética

### Serie I (1997-2001)

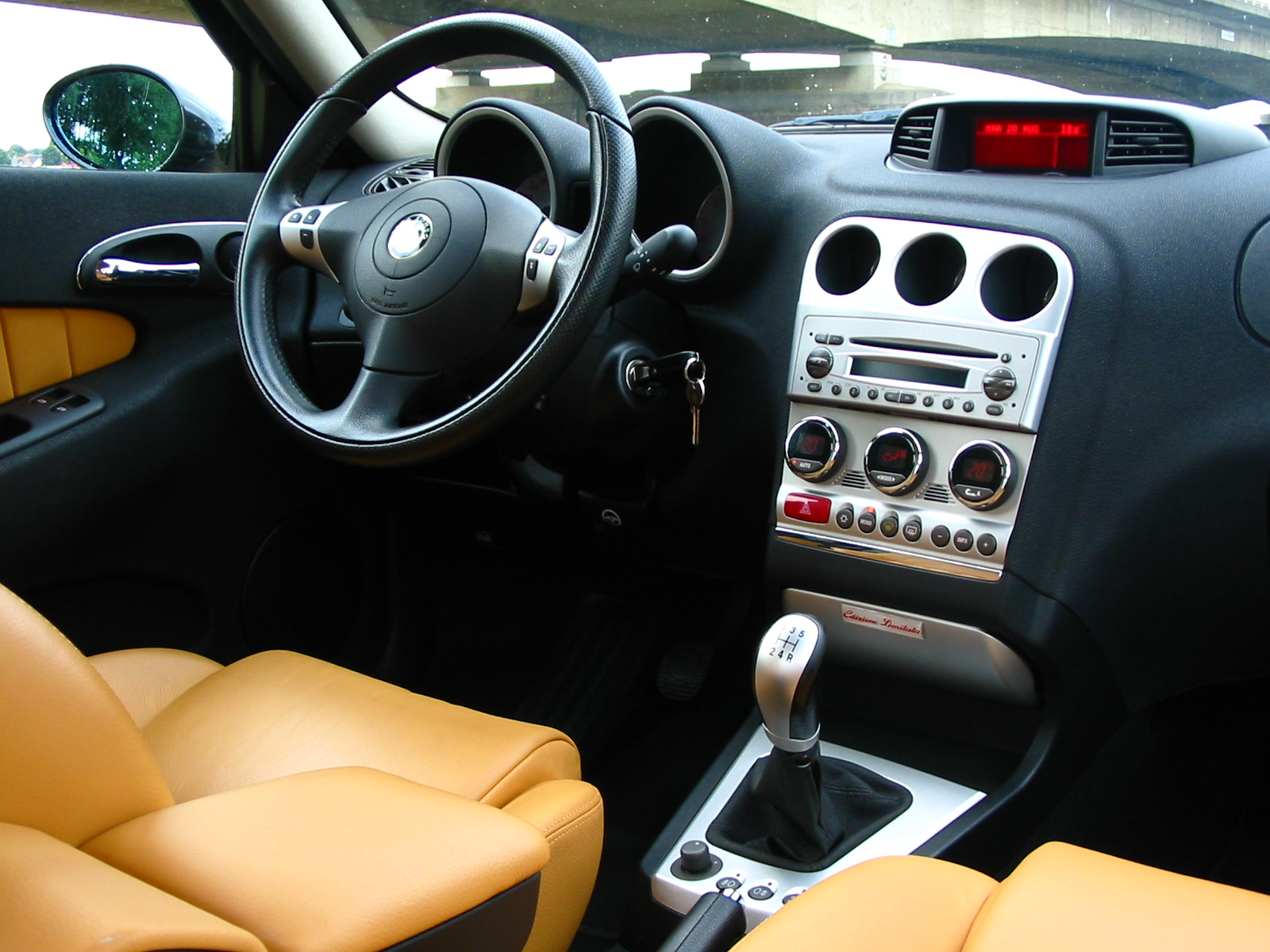
Los interiores de la serie 156 II

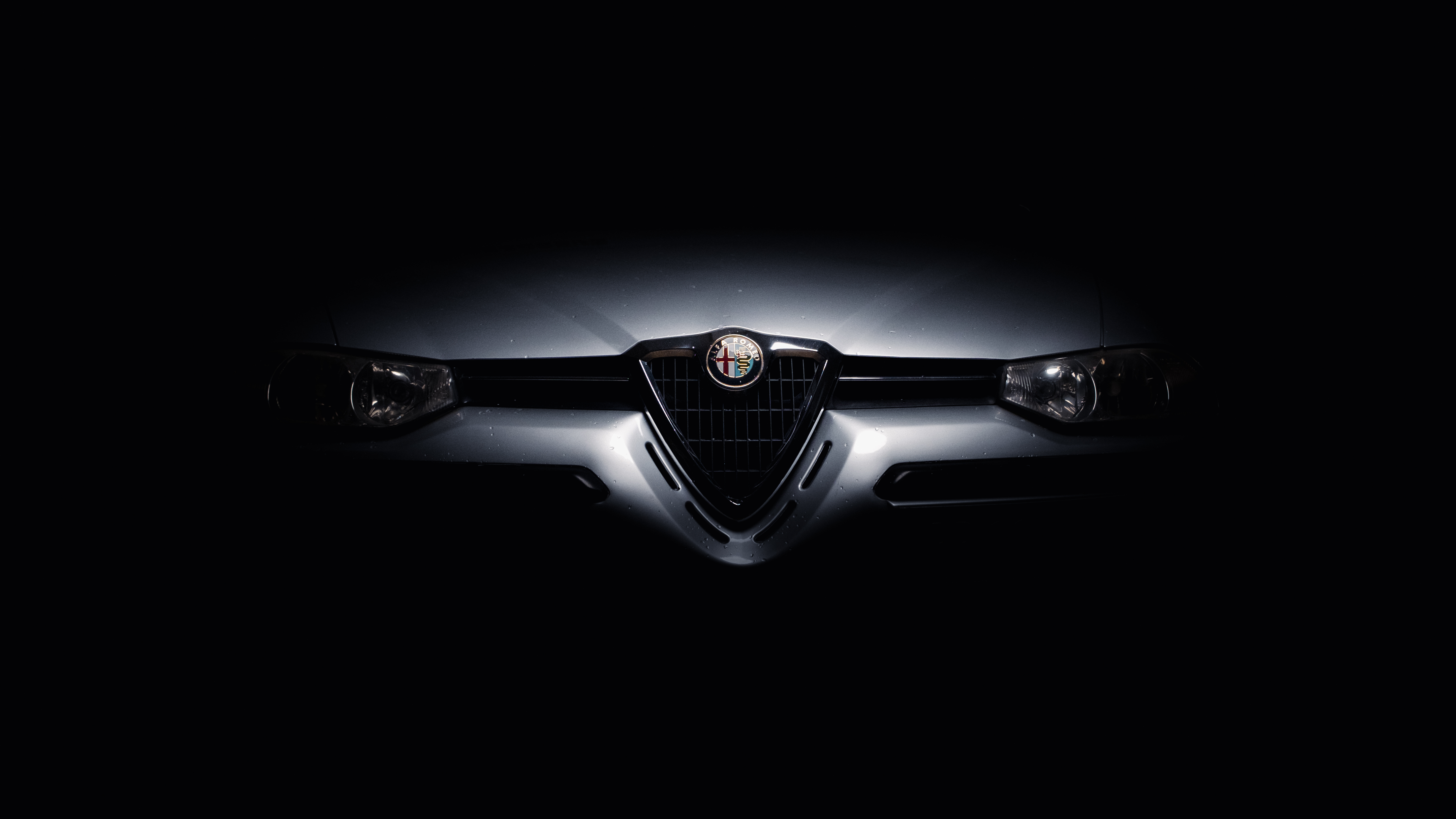
Frontal del Alfa Romeo 156 primera serie.

El 156 se caracteriza por una línea particularmente armoniosa y a la vez agresiva, firmada por Walter de Silva. El coche abandona por completo el estilo angular y cuneiforme del 155, en favor de una línea más suave compuesta por líneas tensas y conexiones de radio amplio. Una característica particular reside en el desplazamiento de las manillas de las puertas traseras a una posición integrada con las ventanillas laterales, lo que dificulta su identificación a simple vista.
Los interiores también presentan la misma evolución estilística que los exteriores: líneas muy suaves caracterizan todo el salpicadero y dos grandes elementos circulares conforman el panel de instrumentos frente al conductor. Tres pequeños instrumentos circulares en el salpicadero central siguen la tradición de la casa. El volante, nuevo, incorpora el airbag (hasta entonces de serie solo en el 164, más lujoso), y la corona estaba disponible en tres materiales diferentes: espuma, raíz de caoba o cuero.
El último modelo de la primera serie fue la Edición Limitada; en la lista de precios entre 2001 y 2002, se fabricó en azul gaviota metalizado, únicamente con los motores 1.9 JTD de 116 CV y 1.8 Twin Spark de 140 CV. Esta versión contaba con una configuración prácticamente idéntica a la del Sport 3 Pack (el más completo de la época): suspensión rebajada, llantas de aleación de 16 pulgadas, faldones laterales, interior de cuero (asientos, volante, pomo de la palanca de cambios y paneles de las puertas), instrumentación con fondo negro e intermitentes rojos, consola central con efecto fibra de carbono, cuatro elevalunas eléctricos y un tercer reposacabezas trasero. También estaba disponible como opción un alerón trasero con una tercera luz de freno integrada.

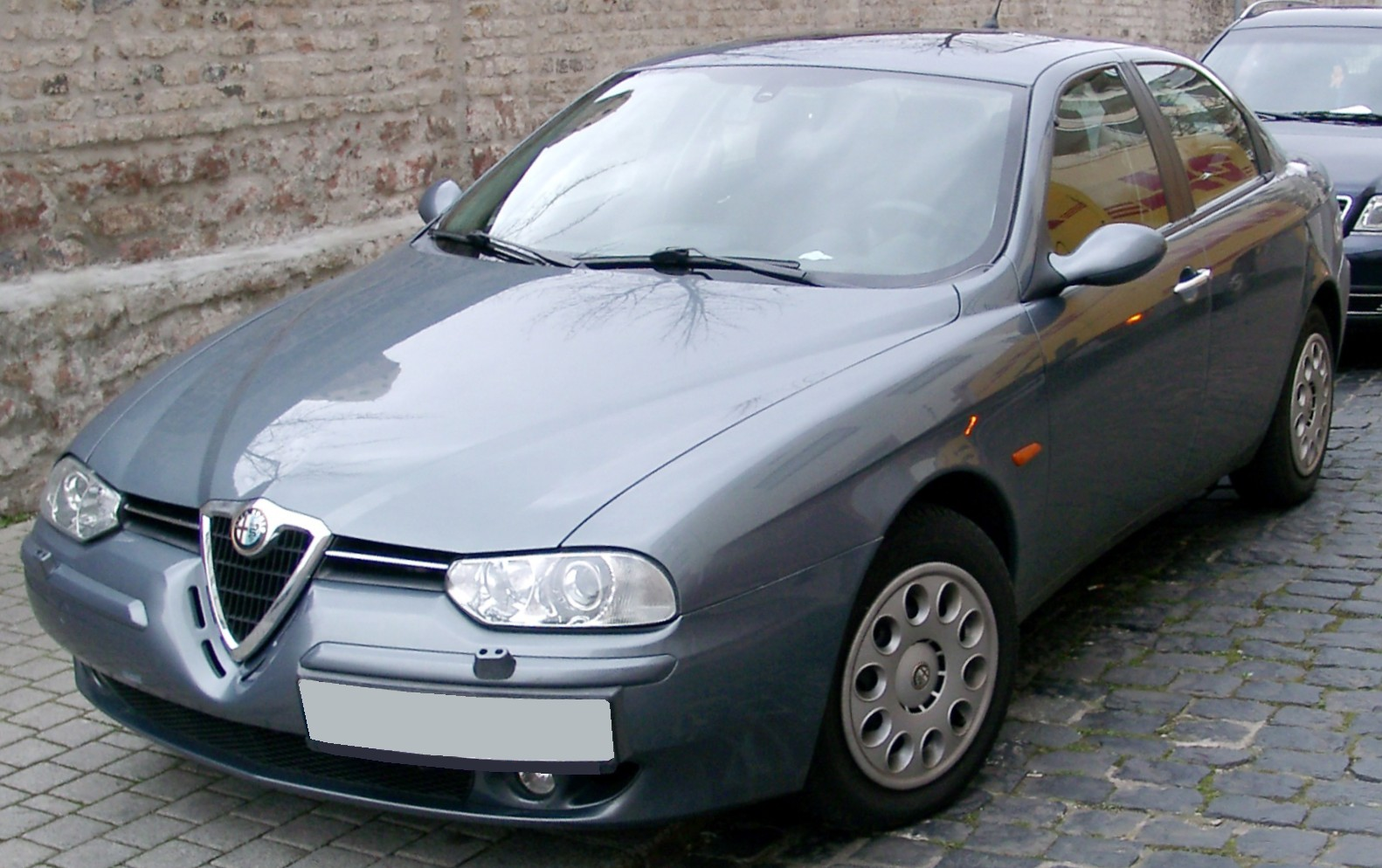
La segunda serie del 156; nótese los retrovisores, los perfiles del parachoques y los faros antiniebla del mismo color y los faros de xenón.

### Serie II (2001-2003)
El modelo 2002 (también conocido como la serie II) ofrece numerosas novedades en cuanto a estética, equipamiento y motores.  En cuanto al interior, Alfa Romeo busca satisfacer las necesidades de los clientes, que percibían una calidad inferior en comparación con el resto del vehículo. Por ello, se modifica ligeramente la parte central del salpicadero, que, en la parte superior, se enriquece con el ordenador de a bordo multifunción. También se amplía la gama de colores. Se añaden numerosas opciones: nuevos servicios de infoentretenimiento (llamados Connect y Connect Nav), el sistema de sonido Bose (disponible como alternativa al más común Blaupunkt) y un nuevo climatizador automático bizona. Finalmente, se incorpora un nuevo volante (equipado con botones para controlar el sistema de sonido) que, en las versiones con caja de cambios Selespeed, sustituye los botones en los radios por palancas (más conocidas como levas).
El exterior presenta los parachoques habituales de la serie anterior, pero completamente del mismo color que la carrocería, al igual que los retrovisores y los marcos de los faros antiniebla. La cerradura del maletero, oculta tras el emblema, desaparece y es reemplazada por un control de presión eléctrico. También están disponibles nuevos faros de xenón con lavafaros.

### Serie III (2003-2005)

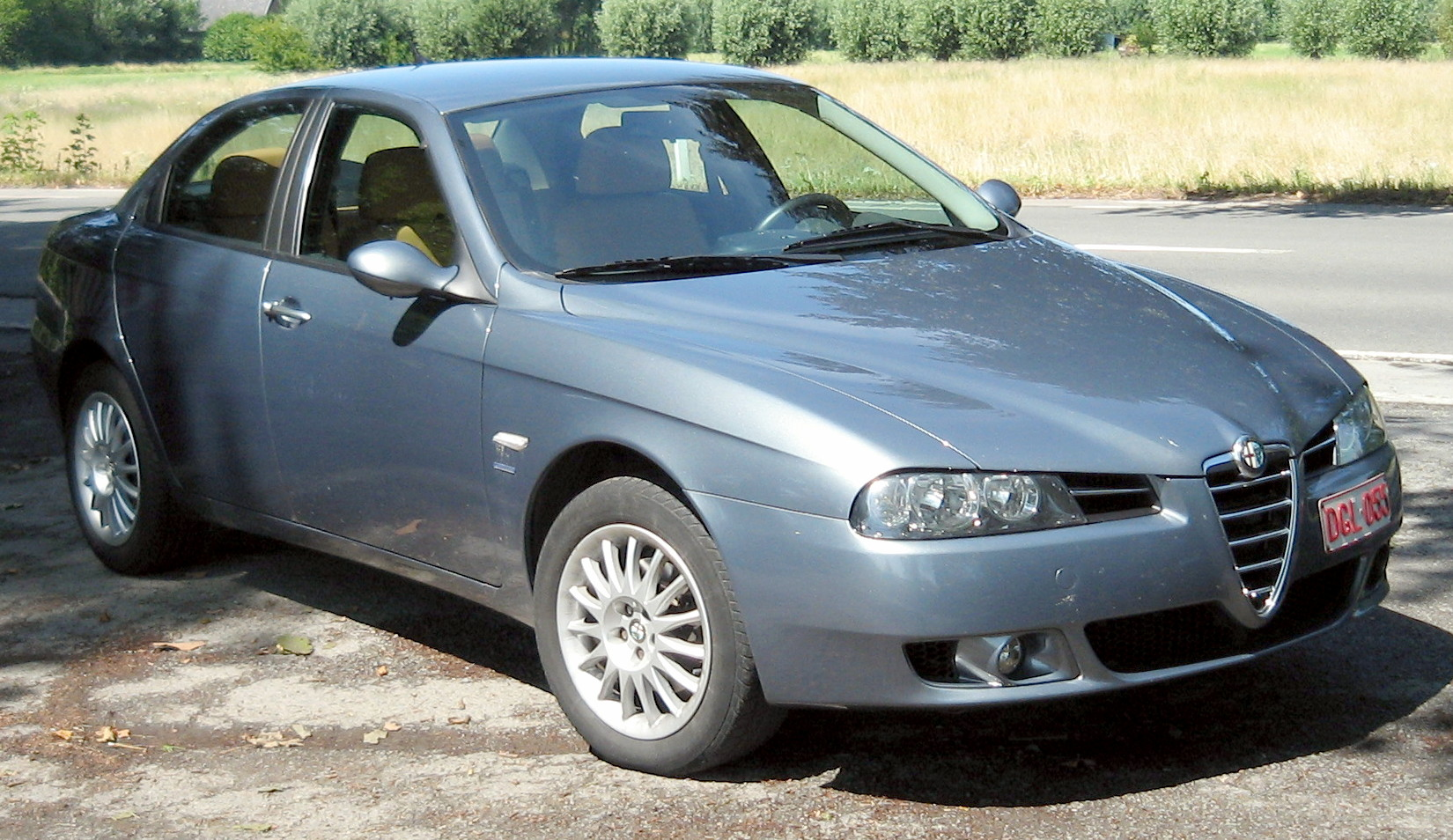
La tercera serie del Alfa Romeo 156, destaca por su restyling frontal obra de Giugiaro

A finales de junio de 2003, entró en escena la tercera serie del 156, que experimentó un rediseño radical e introdujo nuevas innovaciones y actualizaciones. En este caso, la línea exterior sufrió una serie de cambios a cargo de Giorgetto Giugiaro, que anticiparon, de alguna manera, lo que sería el diseño del posterior 159 (encargado al mismo diseñador), siendo uno de los más evidentes los faros delanteros. En 2004, la gama se amplió con dos nuevas versiones equipadas con el sistema Alfa Romeo Q4 basado en el Sportwagon; la primera, denominada Sportwagon Q4, tenía un aspecto interior y exterior idéntico al de sus hermanas de tracción delantera, salvo por la moldura ligeramente elevada, mientras que la segunda, la Crosswagon Q4, presentaba tiras protectoras visibles tanto en los bajos como en los parachoques, combinadas con neumáticos con clavos y llantas de aleación específicas, que realzaban una connotación más todoterreno.

## Variantes

### El 156 GTA

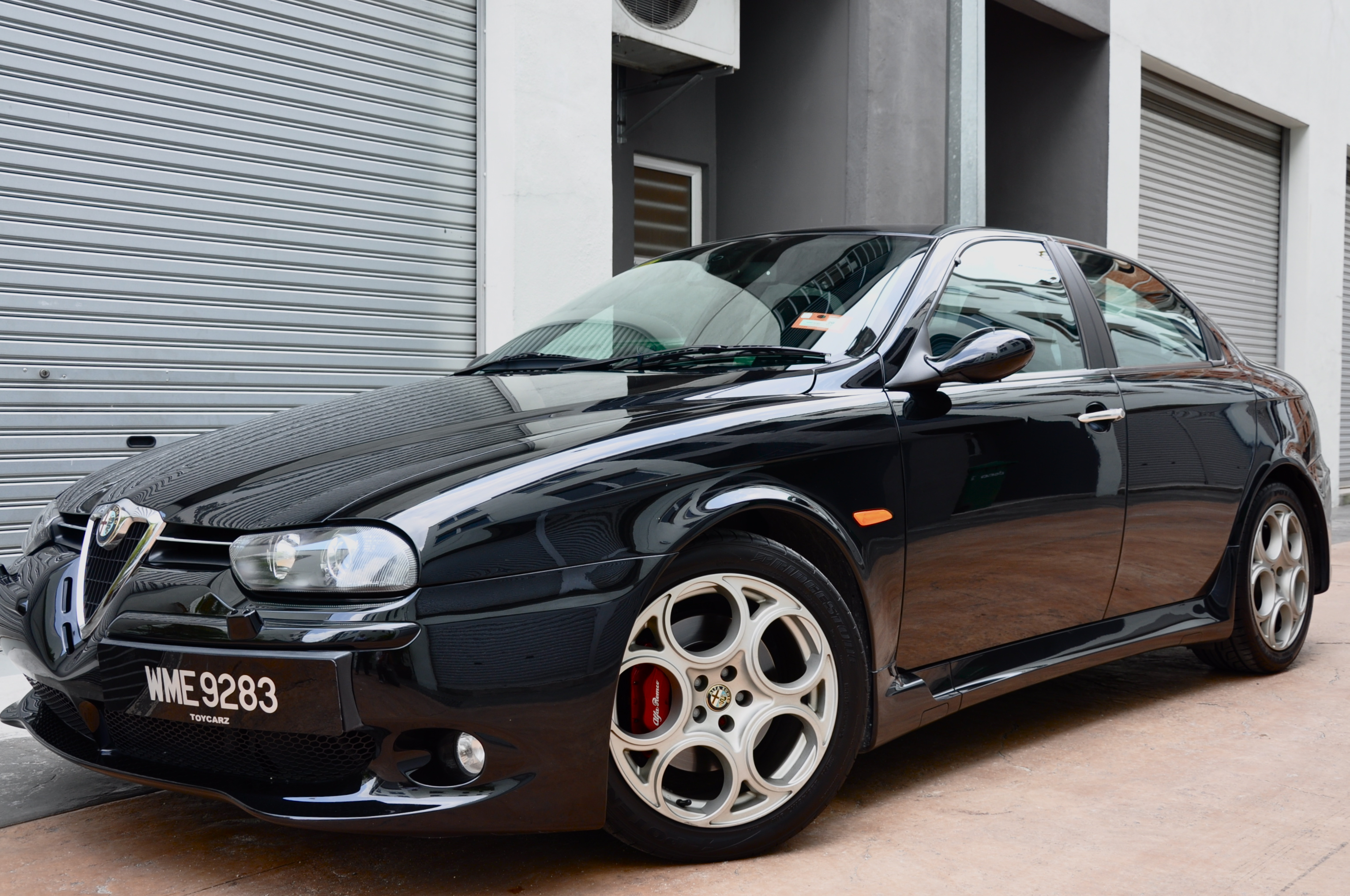
156 GTA

Tanto 156 GTA como 156 Sportwagon GTA, se presentaron en el Salón del Automóvil de Fráncfort en septiembre de 2001. El GTA (Gran Turismo Alleggerita) recibió su nombre del Alfa Romeo Giulia GTA de la década de 1960.
Se fabricaron un total de 1973 berlinas y 1678 Sportwagon hasta octubre de 2005, cuando se interrumpió la producción y el 156 fue sustituido por el Alfa Romeo 159.
El primer GTA se vendió mediante una subasta en línea, que duró del 13 al 23 de septiembre durante el Salón del Automóvil de Fráncfort. La puja ganadora fue de 48.691,26 €, que se donaron al fondo benéfico Telethon.
El coche está propulsado por el motor V6 "Busso" de 3,2 litros, fabricado en la fábrica de Alfa Romeo en Arese, capaz de desarrollar 250 CV (180 kW). El motor tiene un diámetro de 93 mm (3,7 pulgadas) y una carrera de 78 mm (3,0 pulgadas), lo que resulta en una cilindrada de 3179 cm³ (1670 pulgadas cúbicas) y un par motor de 300 N·m (225 lb-ft). Tras su lanzamiento, Autodelta, preparador de Alfa Romeo, produjo versiones con potencias de hasta 3,7 litros (3,7 l) y 400 CV (290 kW). El 156 que ganó el Campeonato Europeo de Turismos, en cambio, contaba con un motor de 2,0 litros y 4 cilindros que desarrollaba 300 CV (220 kW) debido a la normativa de la categoría.
Las variantes GTA compartían el interior con los 156 estándar. También compartían las puertas, el maletero y el capó. Todo lo demás era exclusivo del GTA, fabricado específicamente por el Centro Ricerche Fiat y el Centro Ricerche Maserati.
La dirección también era más rápida, requiriendo solo 1,7 vueltas para bloquearse, en comparación con las 2,1 de los modelos estándar. El GTA también contaba con frenos Brembo de mayor tamaño, con discos delanteros de 305 milímetros (12 pulgadas) y traseros de 276 milímetros (10,8 pulgadas). Los discos delanteros se actualizaron posteriormente a 330 milímetros (13 pulgadas) para aprovechar el potencial de rendimiento.

### Sportwagon

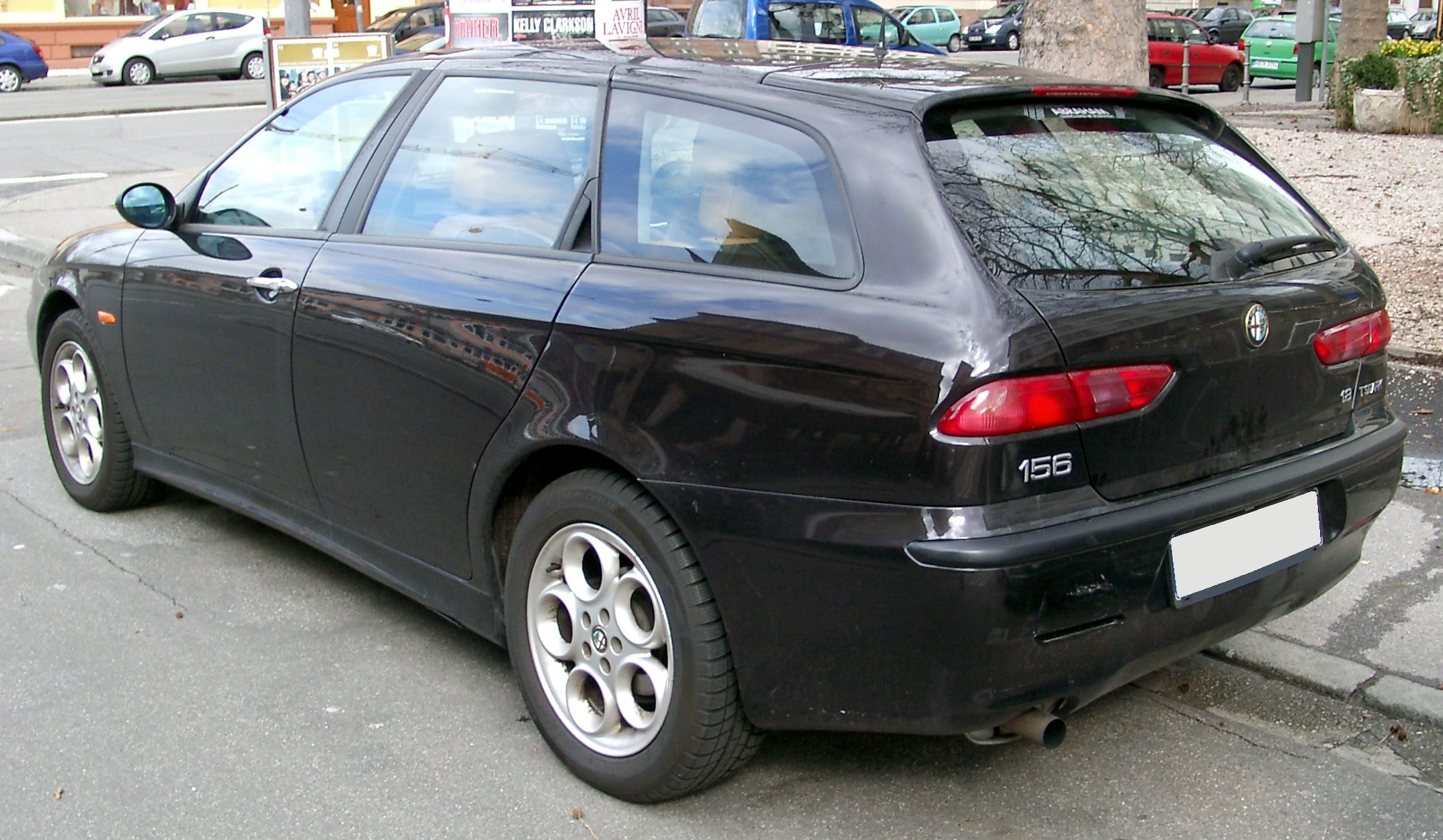
El Alfa Romeo 156 Sportwagon con paquete deportivo.

En el año 2000, Alfa Romeo presentó una variante familiar basada en el 156. conocido como Sportwagon. Este Sportwagon, en total sintonía con la última moda, no estaba diseñado para su amplio espacio de carga, sino más bien como un vehículo para el trabajo y el ocio. Gracias a la baja línea del techo, la abertura del portón trasero se extendía parcialmente hacia el techo, lo que permitía una apertura más alta. La actriz Catherine Zeta-Jones participó en el anuncio del Sportwagon.

### Versiones especiales

#### Alfa Romeo 156 GTAm
El Alfa Romeo 156 GTAm se presentó en el Salón del Automóvil de Bolonia en diciembre de 2002. Fue fabricado por N.Technology, socio del Grupo Fiat. El motor GTA de 3179 cm³ se incrementó a 3548 cm³ y la potencia a 300 CV. El coche cuenta con pasos de rueda ensanchados, neumáticos de 19 pulgadas y está equipado con un diferencial autoblocante N.Technology. Esta versión nunca llegó a la fase de producción.

#### Alfa Romeo 156 Sportwagon GTA 3.5 Autodelta
En el Salón del Automóvil de Ginebra de 2004, Autodelta presentó un prototipo del 156 Sportwagon, equipado con un motor V6 de 3548 cm³ y 300 caballos de potencia a 6800 rpm. El coche estaba equipado con amortiguadores Bilstein ajustables, muelles Eibach y frenos delanteros Brembo de 330 mm de diámetro. El coche también se aligeró con un capó de material compuesto.
Ese mismo año se presentó el 156 GTA AM (Autodelta Maggiorata), construido sobre la base de la berlina rediseñada por Autodelta y equipado con un motor V6 de 3,7 litros..

### Versiones de tuneador externo

#### Autodelta 156 GTA 3.7 V6

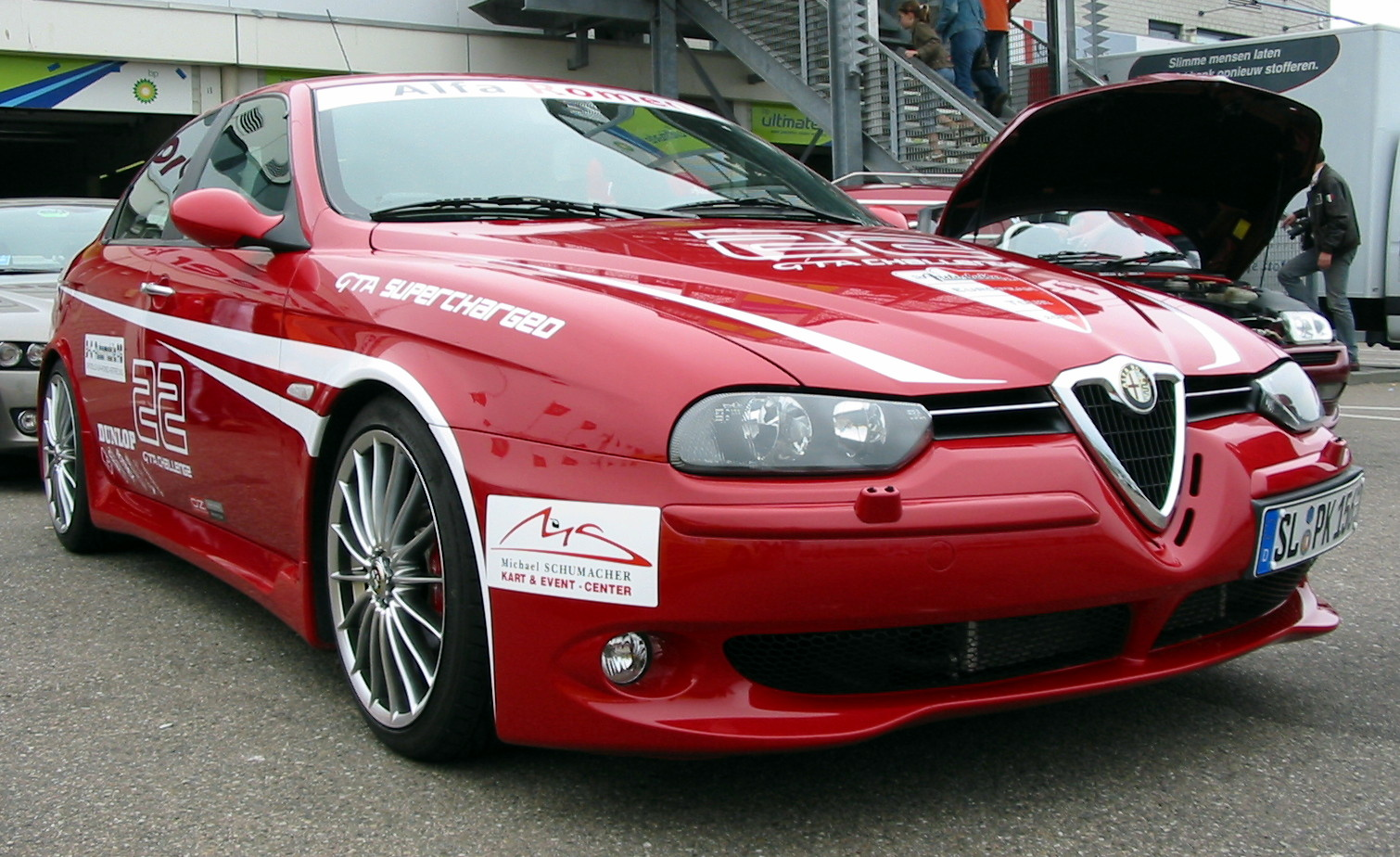
Autodelta 156 GTA sobrealimentado

La empresa de tuning londinense Autodelta también creó dos versiones de alto rendimiento basadas en el 156 GTA. En la primera versión, denominada GTA AM, el motor Alfa Romeo V6 se incrementó a 3750 cm³, capaz de alcanzar 328 CV a 7300 rpm. Con esta potencia, el coche podía alcanzar una velocidad máxima de 310 km/h. La otra versión, denominada GTA AM Super, fue la "mejora" de la primera, ahora equipada con el compresor Rotrex, capaz de alcanzar los 400 CV.

#### Alfa Romeo 156 Coloni S1

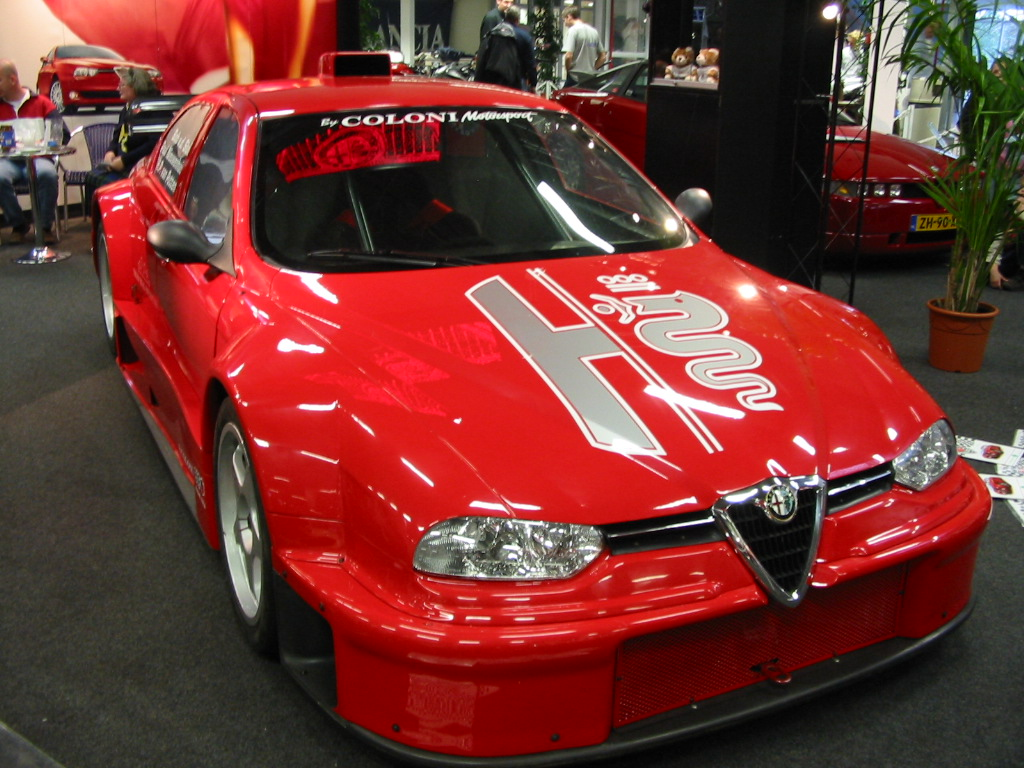
Alfa Romeo 156 Coloni

El fabricante italiano de coches de carreras Coloni ha creado un prototipo único para la Fórmula Libre de la FIA llamado Alfa Romeo 156 Coloni S1, o 156 Maxiturismo. El coche es un auténtico bólido de carreras de fibra de carbono con chasis tubular y un motor Alfa Romeo V6 de 3.0 litros que genera entre 380 y 500 CV. Está equipado con una caja de cambios secuencial Hewland-Coloni de 6 velocidades y pesa alrededor de 900 kilogramos. Es capaz de alcanzar más de 310 kilómetros por hora.

## Mecánica

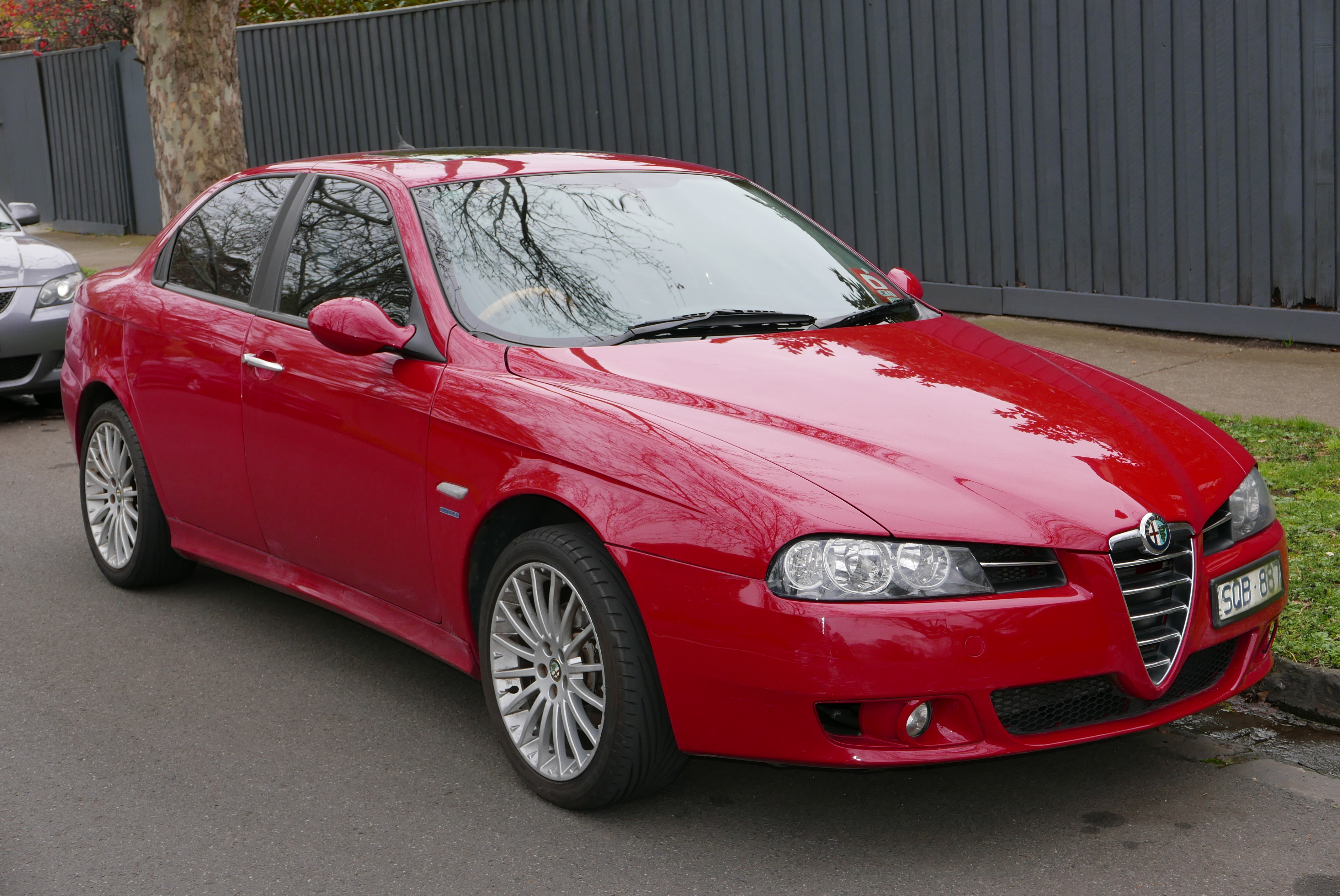
JTS sedán de 2004

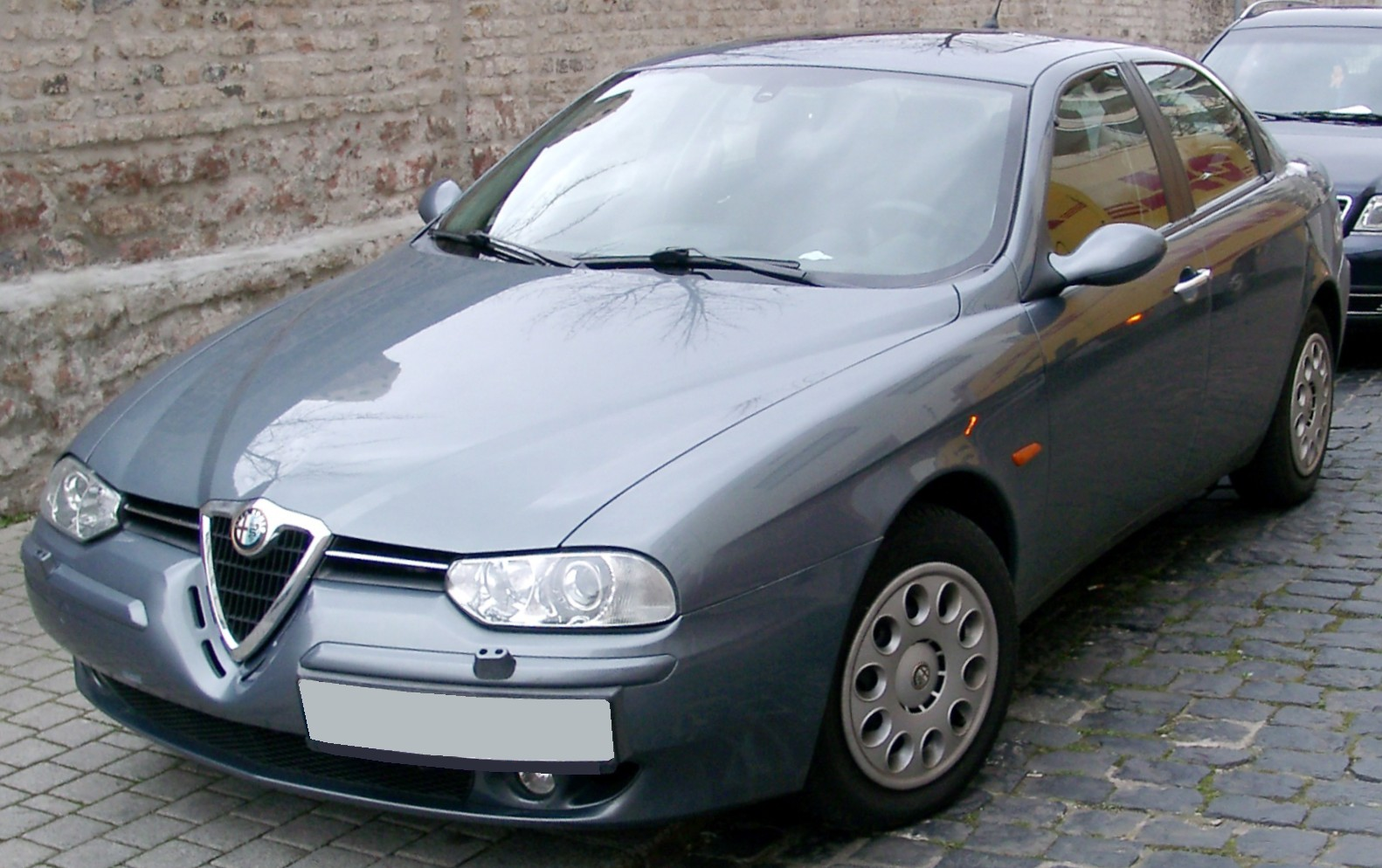
En 2008

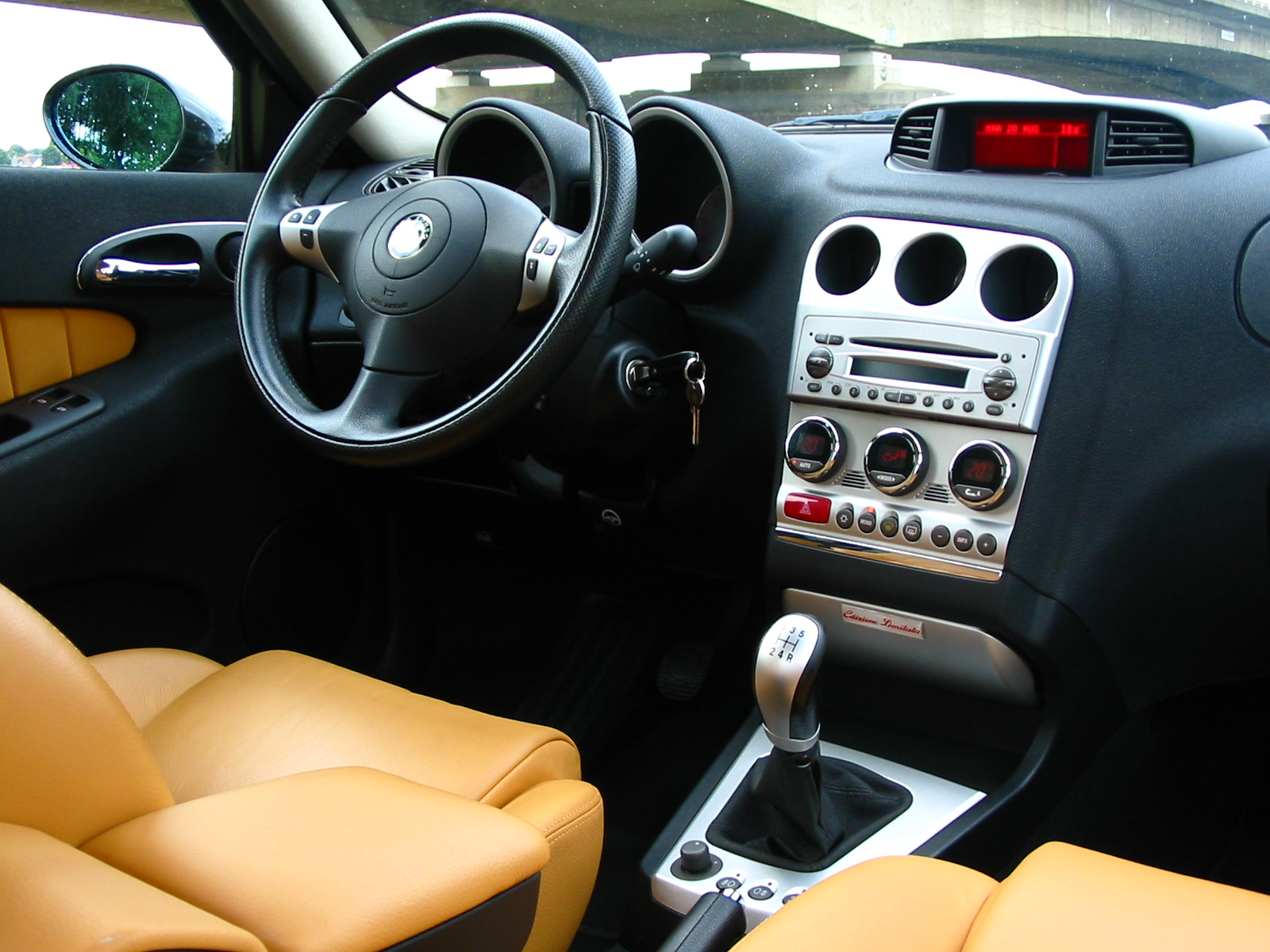
Interior de la 2.ª serie

Los motores gasolina son un 1.6 litros Twin Spark de 120 CV de potencia máxima, un 1.8 litros Twin Spark de 144 CV (luego 140 CV), un 2.0 litros en versiones con inyección indirecta Twin Spark y 155 CV (luego 150 CV) y el de inyección directa JTS con 166 CV, un 2.5 litros de 190 CV (luego 192 CV), y un 3.2 litros de 250 CV. Todos ellos tienen cuatro cilindros en línea, salvo los dos más potentes, que tienen seis cilindros en V.
Los diésel son un cuatro cilindros de 1.9 litros de cilindrada en variantes de 105, 110, 115, 140 y 150 CV, de 8 y 16 válvulas y un cinco cilindros de 2.4 litros en versiones de 136, 140, 150 y 175 CV, todos con denominación JTD. Todos tienen inyección directa common-rail, de geometría variable y dos válvulas por cilindro, salvo los 1.9 litros de 140 y 150 CV y el 2.4 litros de 175 CV, que tienen cuatro válvulas por cilindro, y el 1.9 litros de 105 CV, que tiene turbocompresor de geometría fija.
Los cambios de potencia máxima en los años 2000 y 2002 fueron el resultado de modificaciones en los motores para cumplir con la norma de emisiones Euro III.
Modelos de gasolina
| Modelo          | Motor | Cubicaje | Potencia        | Torque | Comp. Ratio | Años      | Normativa      |
| --------------- | ----- | -------- | --------------- | ------ | ----------- | --------- | -------------- |
| 1.6 T.Spark 16V | I4    | 1598 cc  | 88 kW (120 CV)  | 144 Nm | 10,3:1      | 1997-2002 | Euro 2, Euro 3 |
| 1.6 T.Spark 16V | I4    | 1598 cc  | 88 kW (120 CV)  | 146 Nm | 10,3:1      | 2002-2005 | Euro 3, Euro 4 |
| 1.8 T.Spark 16V | I4    | 1747 cc  | 103 kW (140 CV) | 163 Nm | 10,3:1      | 2002-2005 | Euro 3, Euro 4 |
| 1.8 T.Spark 16V | I4    | 1747 cc  | 103 kW (140 CV) | 169 Nm | 10,3:1      | 2000-2002 | Euro 3         |
| 1.8 T.Spark 16V | I4    | 1747 cc  | 106 kW (144 CV) | 169 Nm | 10,3:1      | 1997-2000 | Euro 2, Euro 3 |
| 2.0 T.Spark 16V | I4    | 1970 cc  | 110 kW (150 CV) | 181 Nm | 10,0:1      | 2000-2002 | Euro 3         |
| 2.0 T.Spark 16V | I4    | 1970 cc  | 114 kW (155 CV) | 187 Nm | 10,0:1      | 1997-2000 | Euro 2, Euro 3 |
| 2.0 JTS 16V     | I4    | 1970 cc  | 121 kW (165 CV) | 206 Nm | 11,3:1      | 2002-2005 | Euro 3, Euro 4 |
| 2.5 V6 24V      | V6    | 2492 cc  | 140 kW (190 CV) | 222 Nm | 10,3:1      | 1997-2002 | Euro 2, Euro 3 |
| 2.5 V6 24V      | V6    | 2492 cc  | 141 kW (192 CV) | 218 Nm | 10,3:1      | 2002-2005 | Euro 3, Euro 4 |
| 3.2 V6 24V GTA  | V6    | 3179 cc  | 184 kW (250 CV) | 300 Nm | 10,5:1      | 2002-2005 | Euro 3, Euro 4 |

Motores diésel
| Modelo      | Motor | Cubicaje | Potencia        | Torque | Comp. Ratio | Años      | Notas              | Normativa      |
| ----------- | ----- | -------- | --------------- | ------ | ----------- | --------- | ------------------ | -------------- |
| 1.9 JTD 8V  | I4    | 1905 cc  | 77 kW (105 CV)  | 255 Nm | 18,5:1      | 1997-2000 |                    | Euro 2         |
| 1.9 JTD 8V  | I4    | 1905 cc  | 81 kW (110 CV)  | 275 Nm | 18,5:1      | 2000-2001 |                    | Euro 3         |
| 1.9 JTD 8V  | I4    | 1905 cc  | 85 kW (115 CV)  | 275 Nm | 18,5:1      | 2001-2005 |                    | Euro 3, Euro 4 |
| 1.9 JTD 16V | I4    | 1905 cc  | 103 kW (140 CV) | 305 Nm | 18,4:1      | 2003-2005 |                    | Euro 3, Euro 4 |
| 1.9 JTD 16V | I4    | 1905 cc  | 110 kW (150 CV) | 305 Nm | 18,4:1      | 2005-2007 | Versión Crosswagon | Euro 4         |
| 2.4 JTD 10V | I5    | 2387 cc  | 100 kW (136 CV) | 304 Nm | 18,5:1      | 1997-2000 |                    | Euro 2         |
| 2.4 JTD 10V | I5    | 2387 cc  | 103 kW (140 CV) | 304 Nm | 18,5:1      | 2000-2002 |                    | Euro 3         |
| 2.4 JTD 10V | I5    | 2387 cc  | 110 kW (150 CV) | 305 Nm | 18,5:1      | 2002-2003 |                    | Euro 3         |
| 2.4 JTD 20V | I5    | 2387 cc  | 129 kW (175 CV) | 385 Nm | 18,5:1      | 2003-2005 |                    | Euro 3, Euro 4 |

## Competición
El 156 que ha sido utilizado en numerosos campeonatos de turismos, es el que más victorias en competición ha logrado a lo largo de la historia del automóvil. Entre otras competiciones, fue vencedor en el Campeonato Italiano de Superturismos en los años 1998 y 1999 y el Campeonato Europeo de Turismos en los años 2001, 2002 y 2003, con los pilotos Gabriele Tarquini y Fabrizio Giovanardi al volante. Hasta 2007 el 156 sigue compitiendo de la mano de N-Technology en el Campeonato Mundial de Turismos, cosechando varias victorias temporada tras temporada. De la mano del británico James Thompson incluso ha llegado a disputarse el título de 2007 contra el BMW de Andy Priaux en la última carrera del campeonato. Además, disputó varios campeonatos  mundiales de Turismo en categoría Diésel entre los años 1996, año en que debutaron los motores JTD; y en 2000, desbancando a BMW durante este período en todos los grandes premios, del Campeonato Alemán de Automovilismo.
En Argentina, su diseño fue tomado para crear carrocerías de fibra de vidrio reforzado para correr en Top Race. La utilización de carrocerías moldeadas en fibra de vidrio con la silueta del 156, hizo que varios pilotos se presenten a correr con esta marca, siendo el más representativo el coche del Club Atlético Independiente, piloteado por Ariel Pacho. Actualmente es uno de los modelos de la TR Junior, donde se consagrara campeón en el año 2007 con Federico Bahtiche al volante.

## Premios
En 1998, un jurado internacional de 56 periodistas (40 de los cuales votaron por el 156) en representación de 21 países otorgó al Alfa 156 el premio al Coche Europeo del Año. Se describió como un coche con una suspensión muy refinada que ofrece un agarre impecable en carretera. El motor 2.5 V6 recibió el premio al Motor Internacional del Año El 156 ha ganado más de 35 premios, entre ellos:
- Technical Innovation Award – Common Rail 1998 – (Autocar – Gran Bretaña)
- Best Compact Executive 1998 – (What Car? – Gran Bretaña)
- Best Compact Executive Car 1998 – (Auto Express – Gran Bretaña)
- Die Besten Autos 1998, Paul Pietsch Preis – Premio a la innovación para Common Rail, (Auto, Motor und Sport – Alemania)
- Auto 1 Europa 1998 – (Panel de ingenieros, conductores y periodistas de las once revistas europeas, encabezado por Auto Bild)
- Auto Trophy 1998 – (Auto Zeitung – Alemania)
- Trophee Du Design 1998 – (Automobile Magazine – Francia)
- European Award for Automotive Design – (Bélgica, 1998)
- Coche del año 1998 en Dinamarca, España, Países Bajos, Luxemburgo, Alemania, Portugal, Francia y Croacia
- Auto del Año en Sudáfrica 1999 – (Sindicato Sudafricano de Periodistas del Automóvil)[32]
- Prix de l’Innovation Technique pour le Common Rail 1997 (Francia)
- L’automobile più bella del mondo ("El coche más bonito del mundo.") 1997 (Italia)